# Skrzydłorzech japoński
Skrzydłorzech japoński (Pterocarya rhoifolia Siebold & Zucc.) – gatunek drzewa z rodziny orzechowatych. Występuje naturalnie w Japonii (jest tam jednym z najwyższych drzew) oraz we wschodniej części prowincji Szantung we wschodnich Chinach. Rośnie w lasach nad strumieniami i rzekami, często jako dominant w różnych zespołach łęgowych.

## Morfologia

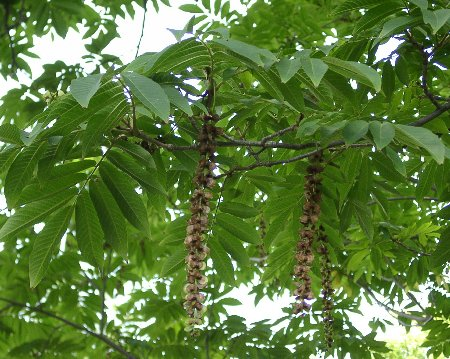
Zwisające owocostany

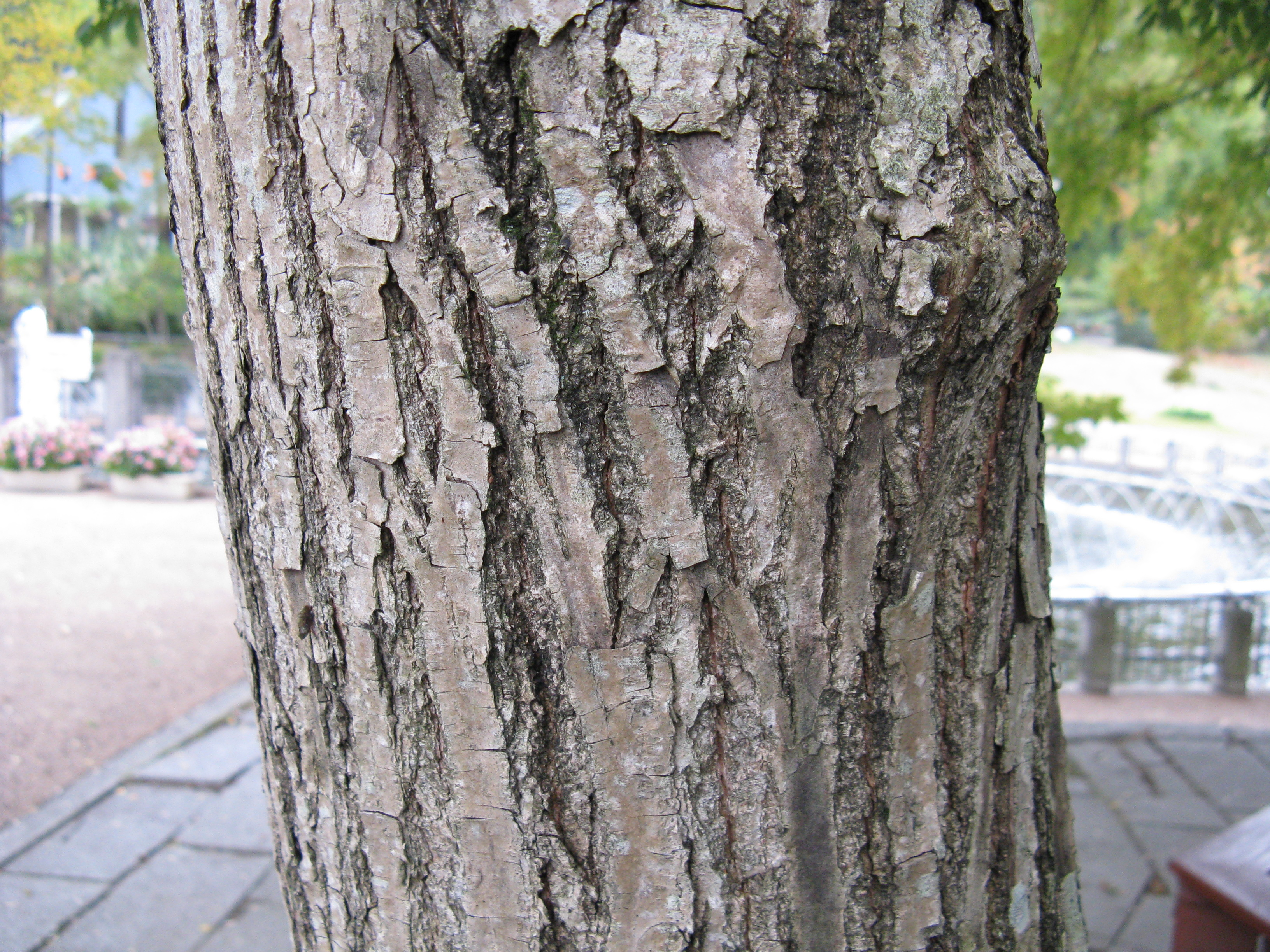
Kora

PokrójNa stanowiskach naturalnych dorasta do 30 m wysokości, lecz w Polsce jedynie do 10 m. Ma szeroką koronę.
PąkiPąki posiadają 2 bądź 3 ciemnobrązowe łuski, które opadają podczas zimy.
LiścieLiście nieparzystopierzaste o długości zwykle do 25 cm, rzadko do 40 cm. Składają się listków w liczbie od 11 do 21, osadzonych na krótkich ogonkach – do 1,5 mm długości (tylko listek końcowy osadzony na ośce o długości 1,5 do 2 cm). Listki owalne do lancetowatych, o nasadzie klinowatej lub zaokrąglonej, na końcu długo zaostrzone. Osiągają od 6 do 12 cm długości i 1,5 do 4 cm szerokości. Bardzo drobno owłosione od spodu, niekiedy jedynie z kępkami włosków w kątach nerwów. Ogonki liściowe są obłe, o długości 3–7 cm, omszone i nie oskrzydlone.
KwiatyDrobne, zebrane w długie, zwisające kłosy o długości 20–30 cm (rzadko do ok. 50 cm) i owłosionej osi.
OwoceGładkie orzeszki o średnicy 8–9 mm z dwoma półokrągłymi skrzydełkami.
Gatunki podobnePrzypomina skrzydłorzecha kaukaskiego, od którego odróżniają go odpadające na początku zimy łuski okrywające pąki i węższe skrzydełka na orzeszkach.

## Biologia
Fanerofit. Preferuje stanowiska w pełnym nasłonecznieniu. Roślina szybkorosnąca. Dobrze rośnie na glebie kwaśnej bądź obojętnej. Jest mrozoodporny (6B-8B strefa mrozoodporności), lecz może być uszkadzany przez późne przymrozki. Źle znosi suszę. Kwitnie w maju, owocuje od czerwca do lipca. Osiąga wiek ok. 150 lat.